# William Wallace (Erfinder)
William Wallace (* 16. März 1825 in Manchester; † 20. Mai 1904 in Washington, D.C.) war ein US-amerikanischer Drahtfabrikant und Erfinder britischer Herkunft.
Er kam früh mit seinem Vater in die USA. 1848 gründete er in Ansonia (Connecticut) mit seinem Vater und Brüdern die Firma Wallace & Sons zur Kupferverarbeitung und Draht-Fabrikation.
Mit Moses G. Farmer arbeitete er um 1856 am Dynamo.
Um August/September 1878 besuchte Edison in Begleitung von George F. Barker und Charles F. Chandler Wallace’ Werkstatt, um dessen Bogenlicht-Dynamo zu sehen.

## Belege
1. ↑   Rockmann: Intellectual property law for engineers and scientists; S. 131

| Personendaten    | Personendaten                                 |
| ---------------- | --------------------------------------------- |
| NAME             | Wallace, William                              |
| KURZBESCHREIBUNG | US-amerikanischer Drahtfabrikant und Erfinder |
| GEBURTSDATUM     | 16. März 1825                                 |
| GEBURTSORT       | Manchester                                    |
| STERBEDATUM      | 20. Mai 1904                                  |
| STERBEORT        | Washington, D.C.                              |